# Bernard Pouchèle
Bernard Pouchèle est un écrivain français né le 11 août 1936 à  Coudekerque-Branche et mort à Sablé-sur-Sarthe le 8 mars 2013.

## Biographie
Bernard Pouchèle est élevé par ses grands-parents dans la région de Dunkerque et passe son enfance dans un orphelinat. Marin puis instituteur, il abandonne tout à la mort de sa femme et devient « routard » pendant une dizaine d'années. Il a 55 ans quand il envoie le manuscrit d'un premier ouvrage à son éditeur : publié par Denoël, L'Étoile et le Vagabond se vendra à près de 100 000 exemplaires.
Il s'installe à Sablé-sur-Sarthe au cours des années 1990 et se consacre à l'écriture, notamment de romans policiers.

## Publications
- L'Étoile et le Vagabond, Denoël, 1989
- Pouch ou l'enfance du vagabond, Denoël, 1990
- Les Péchés du vagabond, Denoël, 1992
- La Flamande, Denoël, 1995
- La nostalgie est derrière le comptoir, Critérion, 1996 ; Fleurus, 2003, préface d'Alphonse Boudard
- La mémoire est au fond de la Sarthe, photos de Jean Distel, Terre de Brume, 1997
- Deux vagabonds en Irlande, préface de Hervé Jaouen, photos de Pierre Josse, Terre de Brume, 1998 ( Prix Arts en îles 1999)
- Samedi, l'évêque a raté le bus, Terre de Brume, 1999
- Deux vagabonds en Bretagne, photos de Pierre Josse, Terre de Brume, 2000
- Et la Loire enfin trouva ses pays, photos de Jean Distel, Terre de Brume, 2000
- Les Porcs de l'angoisse, Terre de Brume, 2001
- Pas de garde-fou pour le Garde des Sceaux, Terre de Brume, 2001
- Autres tombes. Mémoires, avec Pierre Josse, Terre de Brume, 2003
- Croatie, avec Pierre Josse, Chêne, 2004
- La Sicile, avec Pierre Josse et Bruno Morandi, Chêne, 2006
- Le bruit de fond de l'Histoire. Ces chansons qui ont fait la France, avec Bernard Lachat, Cheminements, 2006
- Artisans sans frontières, la dernière chanson de geste, avec Pierre Josse, Fleurus, 2006
- Drôle de Limousin, photos de Jean Distel, Lucien Souny, 2006
- Le Secret des grands bois, avec Bernard Lachat, Lucien Souny, 2007
- Drôle de Cantal, photos de Jean Distel, Lucien Souny, 2008
- Les Ballons dirigeables, Lucien Souny, 2008
- Paysans sans frontières, avec Pierre Josse, Lucien Souny, 2008
- Un tour des Flandres. Le cycle de la mémoire, photos de Pierre Josse, Éditions Invenit, 2012